# The Jumblies and Other Nonsense Verses
The Jumblies and Other Nonsense Verses – tomik angielskiego poety, jednego z głównych twórców nurtu pure nonsensu, Edwarda Leara. Zbiorek zawiera klasyczne utwory tego gatunku niebędące limerykami. W tomiku znalazły się wiersze The Jumblies,  The Owl and the Pussy-Cat, The Broom, the Shovel, the Poker and the Tongs, The Duck and the Kangaroo, The Cummerbund, The Dong with the Luminous Nose, The New Vestments, Calico Pie, The Courtship of the Yonghy-Bonghy-Bo i Incidents in the Life of My Uncle Arly. Wiersze ten były tłumaczone na język polski między innymi przez  Włodzimierza Lewika, Andrzeja Nowickiego i Stanisława Barańczaka.